# Чехословацко-венгерский обмен населением

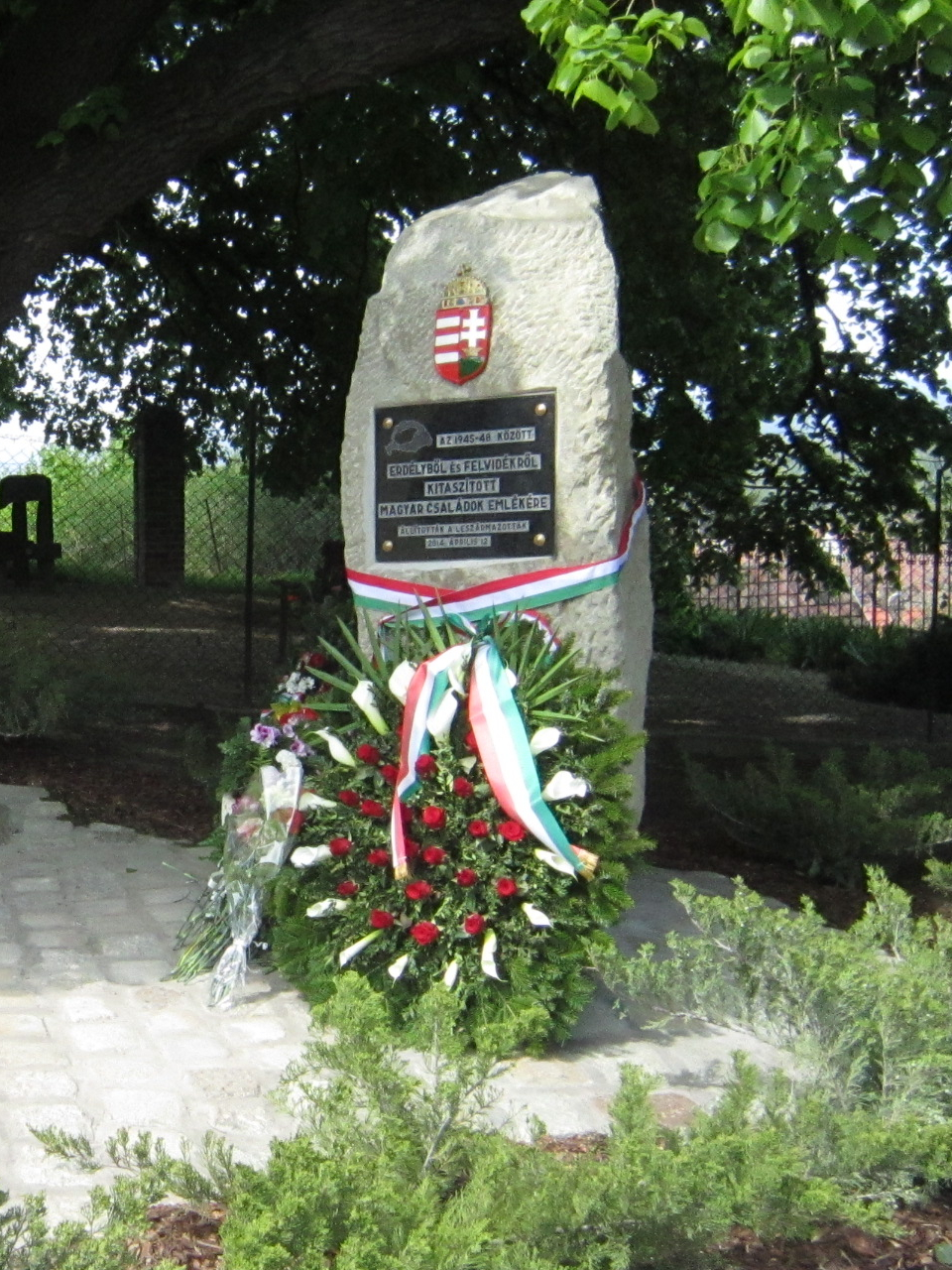
Мемориал, открытый 12 апреля 2014 года, в День памяти переселенцев из Словакии, перед реформатской церковью в венгерском муниципалитете Дунабогдань

Чехословацко-венгерский обмен населением — переселение после Второй мировой войны в результате декретов Бенеша по двустороннему соглашению между Венгрией и Чехословакией от 27 февраля 1946 года жителей мадьярского этнического происхождения, проживающих в Чехословакии, и словаков, проживающих в Венгрии. В ходе обмена населением более 70 тыс. (по другим данным, около 100 тыс.) венгров переселились из Чехословакии в Венгрию.

## Чехословацкая национальная диктатура

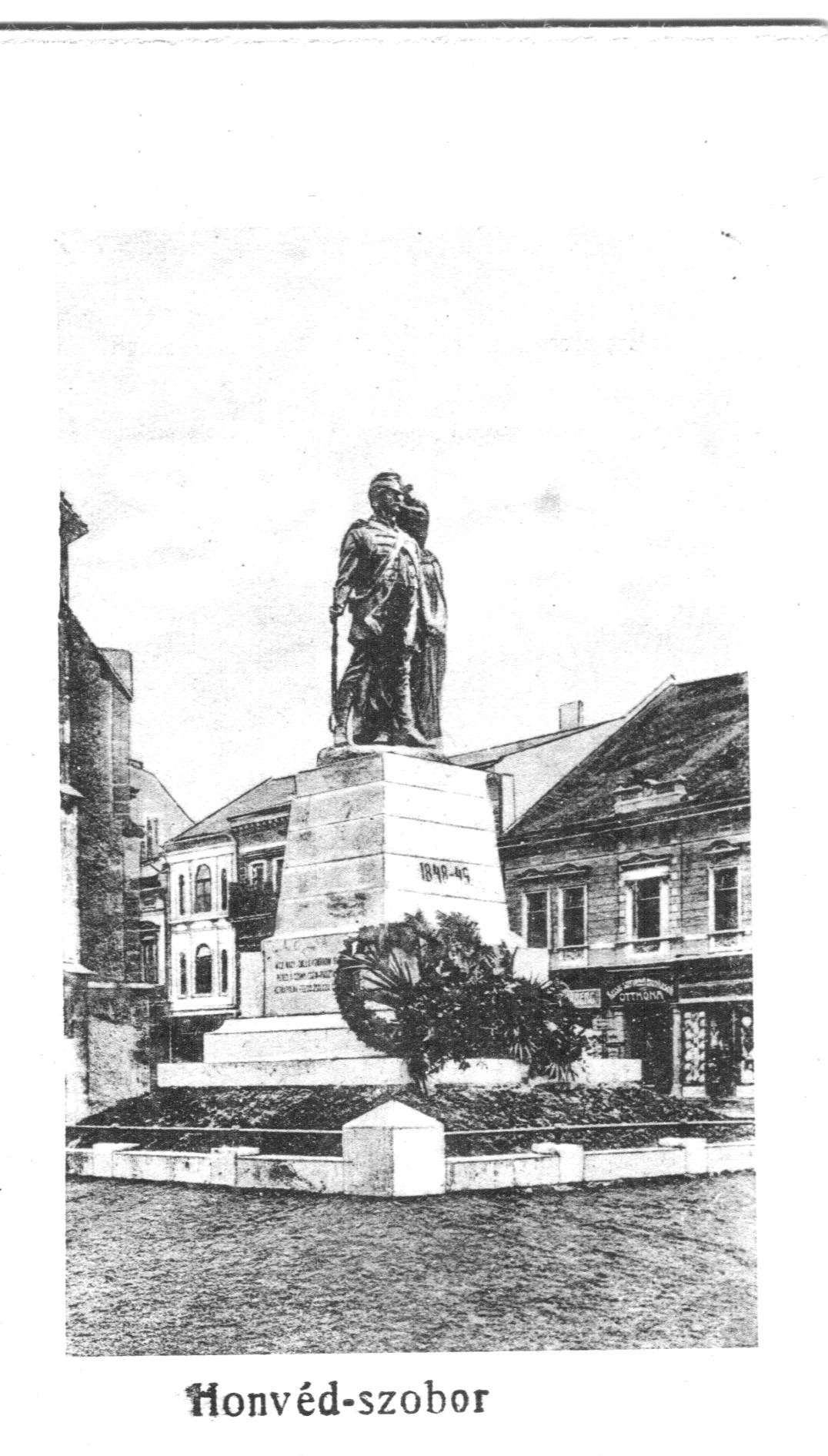
Памятник гонведу (1906, скульпторы Янош Хорваи и Эдён Самовольски). Уничтожен 17 марта 1919 года

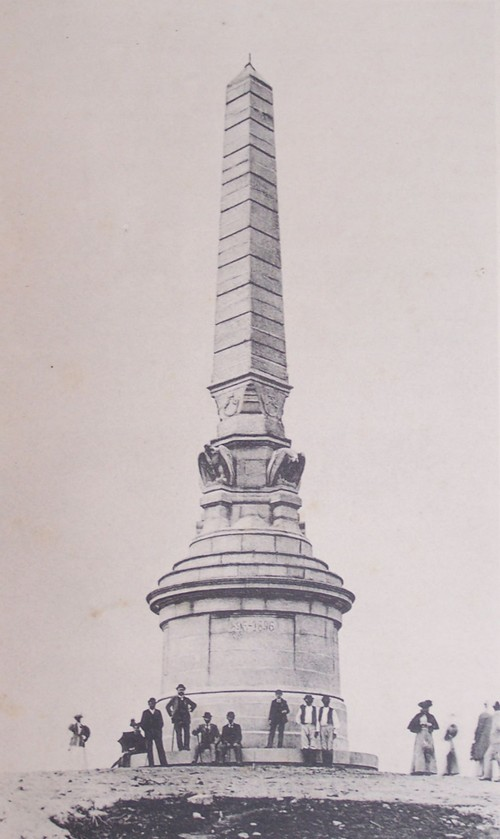
Монумент тысячелетия Венгрии (1896, архитектор Дьюла Берчик, скульптор Эде Каллош) на горе Зобор. Уничтожен 9 февраля 1921 года

Венгерское национальное меньшинство в Чехословакии появилось по итогам Первой мировой войны. Поражение в Первой мировой войне привело к распаду Австро-Венгрии, частью которой было Венгерское королевство. Территория Венгерского королевства в начале XX века охватывала Словакию и Подкарпатскую Русь.
Вашингтонская декларация Масарика, в которой провозглашалось право чешской нации на независимость и отказ признать династию Габсбургов правящей династией в стране, опубликованная 18 октября 1918 года, гласила: «национальные меньшинства будут пропорционально представлены в выборных органах и получат равные права». Для чешской элиты немецкий вопрос опережал словацкий вопрос, венграм, русинам и полякам уделялось гораздо меньше внимания. 28 октября 1918 года Чехословакия провозглашена независимой республикой. 30 октября 1918 года Словацкий национальный совет в городе Турчански-Свети-Мартин принял Мартинскую декларацию о вхождении Словакии в единое чехословацкое государство. В так называемом революционном Национальном собрании Чехословакии, созданном путём кооптации, без проведения выборов, немецкие и венгерские депутаты мест не получили. 11 декабря 1918 года Национальное собрание утвердило полномочным министром по делам Словакии словака Вавро Шробара.
Большая часть сформировавшегося таким образом венгерского меньшинства в первые годы отказалась от признания Чехословакии, в длительное существование которой они не верили. Этому способствовали отдельные насильственные меры чехословацких властей, принятые в целях интегрирования пограничной полосы Южной Словакии. Перед Прагой стояла задача лишить венгров и немцев влияния, политической и экономической власти, которые они имели при Гасбургах. Использовались любые методы, включая прямое насилие. Власть до выборов 1920 года осуществлялась методом «национальной диктатуры».
Чехословацкие легионеры оккупировали Южную Словакию. Эвакуация венгерских войск с территории Словакии была завершена к 20 января 1919 года. Последовали военные конфискации имущества, роспуск народных дружин, закрытие демаркационной линии и строгое ограничение выезда в Венгрию. Административный центр Словакии Вавро Шробар перенёс из Жилины в Пожонь. Началась всеобщая забастовка железнодорожников и почтовых служащих. Совет рабочих Пожони потребовал от правительства Шробара право на самоуправление. 12 февраля чехословацкие легионеры открыли огонь по демонстрации рабочих, убиты 7 человек. 15 марта в годовщину революции 1848—1849 годов в Венгрии мероприятие у мемориала гонведа (венг. honvéd), созданного в 1906 году скульпторами Яношем Хорваи и Эдёном Самовольским, у церкви Святого Михаила в Кошице превратилось в протест против оккупации. 17 марта чехословацкие легионеры сбросили с пьедестала статую гонведа. На следующий день чехословацкие легионеры открыли огонь по протестующим, убиты 2 человека.
Чехословакизация проводилась в крайне жестокой, нередко оскорбительной для венгерского населения форме. Венгерские служащие увольнялись. В государственные учреждения назначались люди, не владеющие венгерским языком. В 1919 году проведена земельная реформа, главнейшей задачей которой была передача значительной части земель помещиков-немцев и венгров в руки помещиков-чехов. В 1920 году принят новый принцип административного деления Чехословакии на жупы, введённый в Словакии с 1 января 1923 года и изгнавший венгров из комитатских и уездных административных структур. Органы законодательной и исполнительной власти, за исключением небольшой доли словаков, находились исключительно в руках чехов. Согласно статистике 1938 года доля венгров, составлявших 5 % населения Словакии, в органах государственного управления составляла 0,8 %. Венгров полностью вытеснили из вооружённых сил. Полиция составлена главным образом из чехов, в большинстве бывших легионеров.
Национализация образования проводилась образовательным отделом при Полномочном министерстве по делам Словакии под руководством Антона Штефанека (Anton Štefánek; 1877—1964). Частично отменены начальное и среднее образование на венгерском языке, высшее образование на венгерском языке упразднено полностью. В 1930/31 учебном году была 921 школа с преподаванием на мадьярском языке, 109 тыс. учащихся.
Переименовывались венгерские название поселений и улиц.
Уничтожались памятники. 12 января 1921 года уничтожена статуя Арпада в Девине, созданная в 1896 году венгерским скульптором Дьюлой Янковичем (Jankovits Gyula; 1865—1932). 9 февраля 1921 года снесён монумент тысячелетия Венгрии на горе Зобор, созданный в 1896 году архитектором Дьюлой Берчиком (Berczik Gyula; 1853—1933) и скульптором Эде Каллошем. 26—28 октября 1921 года в Братиславе уничтожен памятник Марии Терезии в сопровождении статуй венгерского дворянина и венгерского солдата, созданный в 1897 году венгерским скульптором Яношем Фадрусом. В 1972 году на месте памятника Марии Терезии открыт памятник Людовиту Штуру, созданный архитектором Иваном Салаи (Szalay Iván) и скульптором Тибором Бартфаем.
В первые месяцы существования Первой Чехословацкой республики её покинули принудительно и добровольно около 120 тысяч венгров, среди которых были государственные и железнодорожные служащие, учителя.
Южная Словакия и Юго-Восточное Подкарпатье, где мадьяры составляли большинство, подвергались плановой колонизации чешскими и словацкими переселенцами.
Политика насильственной ассимиляции, проводимая Чехословакией в отношении венгерского национального меньшинства, создавала почву для
развития сепаратистских настроений и широко использовалась в ирредентистской пропаганде хортистского режима в Венгрии.
21 марта 1919 года образована Венгерская советская республика. В апреле началась чехословацко-венгерская война. В Южной Словакии введены особое положение, а затем военная диктатура. Закрыта чехословацко-венгерская граница, усилена цензура. Представители венгерской общественности были интернированы в лагеря в Илаве, Терезине и другие. Большая часть Словакии и Подкарпатии была занята венгерской Красной армией. Однако вскоре венгерская Красная армия покинула территорию Словакии. Венгры в основном встретили венгерскую Красную армию как освободительную, что усилило недоверие чехословацких властей к ним.
Перед парламентскими выборами 1920 года созданы Венгерско-немецкая социал-демократическая партия, Венгерско-немецкая христианско-социальная партия, Венгерская провинциальная партия крестьян и сельскохозяйственных рабочих. Все они признавали чехословацкую оккупацию незаконной и временной, но согласились участвовать в политической жизни государства.
Венгерский историк Аттила Шимон (Simon Attila) называет период до выборов 1920 года периодом революционной чехословацкой национальной диктатуры. 29 февраля 1920 года Национальное собрание Чехословацкой Республики приняло Конституцию Чехословакии и конституционный «Закон о языке», провозгласивший чехословацкий язык в качестве единственного государственного. На смену диктатуре пришла парламентская демократия.

## Трианонский договор
От потерпевшей поражение в Первой мировой войне Венгрии по Трианонскому договору, подписанному с державами-победительницами и их союзниками 4 июня 1920 года, были отделены территории в пользу создаваемой Первой Чехословацкой республики. Более 3 млн венгров оказались за пределами Венгрии. Трианонский договор закрепил переход в состав ЧСР Словакии и Подкарпатской Руси с населением около 3,5 млн человек. По данным переписи 1910 года на территории, отторгнутой в пользу Чехословакии, проживало 1063 тыс. человек, считающих себя венграми (в том числе 893 тыс. человек в Словакии, 169 тыс. человек в Подкарпатье). Численность оказавшихся в Чехословакии венгров остается предметом спора между историографами Венгрии и Словакии. Венгерский историк Аттила Шимон (Simon Attila) считает, что на этой территории проживало около 900 тыс. человек, считающих себя венграми (в том числе 800 тыс. человек в Словакии, 100 тыс. человек в Подкарпатье). Подавляющее большинство венгров проживало компактно, вдоль границы Чехословакии с Венгрией. По переписи 1921 года в Чехословакии венграми себя признали 745 431 человек (в том числе 637 183 человек в Словакии, 102 144 человек в Подкарпатской Руси). Уменьшение численности венгров почти вдвое по отношению к переписи 1910 года объясняют эмиграцией в Венгрию, тем, что в венгерских переписях населения этническим определителем служил родной язык, в чехословацких — национальность, но главным образом следствием того, что от них отделилось большое число омадьяренных словаков. На территории Словакии и Подкарпатской Руси по данным переписи 1930 года проживало около 750 тыс. мадьяр, 80 % венгров проживало в сельских поселениях, 65 % жило сельскохозяйственным трудом. Среди венгров была высока доля землевладельцев, чиновников, торговцев и прочих, проживающих в преимущественно невенгерских областях.
В Венгрии остались 140–150 тыс. словаков, бо́льшая часть из них в южно-восточном комитате Бекеш, куда их предки были переселены в XVIII веке.
Трианонский договор 1920 года нанёс тяжёлую травму венгерскому национальному сознанию. Посол Чехословакии в Будапеште Милош Кобр (Miloš Kobr; 1878 — после 1953) писал:
…Вся интеллектуальная жизнь венгерской нации была охвачена только одним сознанием несправедливости, которую стране и нации нанёс Трианонский мирный договор, и отчаянным желанием сбросить это невыносимое положение. От воспитания деток в начальной школе и до чтения лекций самым знаменитым университетским профессором, каждое публичное выступление служило этой ведущей идее.
Депутат Национального собрания от Венгерской провинциальной партии крестьян и сельскохозяйственных рабочих Йожеф Сентиваньи (1884—1941) на прениях по поводу подписания Трианонского мирного договора сказал:
Не будем забывать, что это государство породила алчность Запада, западные державы создали его именно здесь, чтобы оно сражалось и, если понадобится, проливало кровь во имя их интересов и империалистических устремлений (…) Мы никогда не признаем, что парламент карликовой Венгрии имел право единолично ратифицировать данный договор. Право решать свою судьбу имеет, в первую очередь, народ, проживающий на территориях, отделённых от Венгрии против воли, народ, ставший жертвой слепого решения власть предержащих. Мы не даем согласия на этот мир и не сделаем этого впредь. Мы лишились самых элементарных прав, но ни за что не откажемся от попыток самостоятельно решать свою судьбу.
«Трианонская травма» стала причиной реваншизма во внешней политике хортистской Венгрии и ориентации элит на нацистскую Германию, также заинтересованную в пересмотре границ, при широкой поддержке общества. Венгерское общество (включая диаспору в соседних странах) поддержало пересмотр Трианонского договора, начавшийся в 1938 году.
По Мюнхенскому соглашению 29 сентября 1938 года Чехо-Словакия обязана была решить польский и венгерский вопросы «с заинтересованными правительствами путем соглашения». 9—13 октября прошли чехо-словацко-венгерские переговоры в Комарно, на которых стороны не пришли к соглашению. По решению Венского арбитража от 2 ноября 1938 года Чехо-Словакия передала Венгрии территорию Южной Словакии и юго-западной части Подкарпатья, на которой проживало около 1 млн человек и городами Кошице, Ужгород и Мукачево. В марте 1939 года венгерские войска оккупировали оставшуюся часть Подкарпатской Руси. По данным венгерской переписи 1941 года венгры по родному языку составляли 84,1 % населения в отторгнутых от Чехословакии районах Словакии, 10,1 % — в Подкарпатской Руси. По национальности их доля составляла 87,4 и 13,0 % соответственно.
Парижский мирный договор с Венгрией, подписанный 10 февраля 1947 года, объявил решения Венского арбитража от 2 ноября 1938 года несуществующими и подтвердил границы, установленные Трианонским договором, с изменениями на небольшом отрезке чехословацко-венгерской границы. Чехословакии переданы деревни Дуначун (ныне Чуново), Орошвар (Русовце) и Горватьярфалу (Яровце). Ялтинско-потсдамская система международных отношений не создавала условий для пересмотра границ. Обсуждение ревизии никогда не становилось столь активным, как это было в межвоенный период.

## Кошицкая программа
Советская сторона положительно оценивала предложение о переселении венгерского меньшинства из Чехословакии, но считала, что оно относится к условиям мирного договора, поэтому не настаивала на его включении в текст Соглашения о перемирии с Венгрией, подписанного 20 января 1945 года. В беседе 21 марта 1945 года с наркомом иностранных дел СССР В. М. Молотовым Эдвард Бенеш заявил, что в Чехословакии около 600 тыс. венгров, из которых 400 тыс. следует выселить.
Кошицкая программа правительства Национального фронта чехов и словаков, обнародованная 5 апреля 1945 года, предусматривала введение государственного управления имуществом венгерских и немецких собственников, немедленное выселение из Чехословакии венгров (так же как и немцев), которые обосновались в стране после Венского арбитража 2 ноября 1938 года, а также лишение гражданства тех из них, кто содействовал распаду Чехословакии и не боролся за её восстановление. В условиях отсутствия законодательной базы это запустило механизм «дикого выселения» и использования принципа коллективной вины, сформулированного в отношении немцев в Чехословакии, в отношении венгерского населения, составлявшего к концу войны 700—800 тыс. человек. 
В мае — августе 1945 года был принят ряд декретов Э. Бенеша, которые создали законную базу для акций против венгров и немцев. 2 августа был принят конституционный декрет Президента Республики «Об изменении чехословацкого гражданства лиц немецкой и венгерской национальности».
28 июня 1945 года премьер-министр Чехословакии З. Фирлингер встречался в Москве со Сталиным по вопросу о Договоре о Закарпатской Украине, отредактированный проект которого подписан на следующий день. Фирлингер просил активного содействия советских военных выселению венгров и немцев из Чехословакии.
Массовое интернирование и депортации прекращены после Потсдамской конференции. Потсдамская конференция, которая проходила проходила с 17 июля по 2 августа 1945 года, специально рассматривала просьбу чехословацкого правительства о выселения венгерского меньшинства из Чехословакии. Бенеш заранее заручился поддержкой советского руководства и настаивал на высылке около 400 тыс. венгров.

## Обмен населением
В феврале 1946 года словацкая сторона стала готовить венгров к трансферу с южных и восточных территорий. В это время начала функционировать Чехословацкая переселенческая комиссия (ЧПК) в Венгрии, председателем которой стал Даниэль Окали. Ожидалось, что так же поступит и венгерская сторона. Однако результат был обратный. Уже 17 февраля Окали направил Клементису личное письмо, в котором писал:
Венгры снова не сдержали слово, специалисты не вели переговоров о транспортах. Венгры упорно стоят на платформе саботажа и оттягивания времени. Следует перейти от угроз к действиям.
Соглашение о обмене населением между Венгрией и Чехословакией на паритетной основе было подписано 27 февраля 1946 года в Будапеште. С чехословацкой стороны его подписал заместитель министра иностранных дел Владимир Клементис, с венгерской — министр иностранных дел Янош Дьёндьёши.
Соглашение предусматривало равноценный обмен (трансфер), который был невозможен, потому что словаков в Венгрии было меньше, чем венгров в Словакии. СССР уклонился от посредничества, процесс шёл на двухсторонней основе с трудом из-за сопротивления венгерской стороны. 1 июля 1946 года министр иностранных дел Чехословакии В. Клементис встречался в Москве с министром иностранных дел В. М. Молотовым и заместителем министра иностранных дел по общим вопросам А. Я. Вышинским. Вышинский так передаёт беседу:
На вопрос Клементиса, как быть дальше и как воздействовать на венгров для того, чтобы достичь положительного решения этого вопроса, я сказал, что мы все же считаем более правильным пытаться найти согласованное с
венграми решение. Что касается Совета министров, о чём также спрашивал Клементис в связи с венгерским вопросом, то я высказался в том смысле, что рассмотрение этого спора в Совете министров не может дать желательного результата.
Позиция А. Вышинского по вопросу достижения договорённости на двухсторонней основе соответствовала рекомендациям, данным чехословацкой стороне В. Молотовым в беседе с представителем чехословацкого правительства Вавро Гайду 30 апреля 1946 года на сессии Совета министров иностранных дел (СМИД) в Париже и И. Сталиным — венгерской делегации во главе с премьер-министром Ференцем Надем 10 апреля 1946 года в Москве.
Первый транспорт со словаками отправлен из Венгрии в июле.
В 1944–1948 гг. около 170 тыс. венгров были переселены в Венгрию из Словакии, Югославии и Закарпатской Украины. Советский этнограф Н. Е. Руденский (1982) сообщает, что в ходе чехословацко-венгерского обмена населением более 70 тыс. венгров переселились из Чехословакии в Венгрию. В российской историографии сообщается о 59 774 словаках из Венгрии и 55 487 венграх из Словакии, переселённых в рамках соглашения. Государственное собрание Венгрии приводит цифру в около 100 тыс. венгров, переселённых из Словакии. Происходили встречные перемещения венгерского и румынского населения. С обеих сторон было перемещено 425 тыс. человек.
В российской историографии сообщается, что к 1958 году, когда венгерский вопрос был решён окончательно, переселились 71 787 словаков из ВНР в ЧСР и 89 660 венгров из ЧСР в ВНР.
Для ликвидации мест компактного проживания венгров власти организовали их переселение в Судетскую область, откуда выселялись немцы. Словаки, переселявшиеся из Венгрии, были также расселены в Судетах, где по-прежнему вынуждены были жить с венграми.
20 августа 1949 года была принята Конституция Венгрии, в которой содержится (абз. 1 § 68) следующее положение:
Живущие в Венгерской Республике национальные и этнические меньшинства являются участниками народной власти; они представляют собой государствообразующие факторы.
После того, как реализация идеи выселения венгров из ЧСР была признана невозможной, началась политика «ресловакизации».

## «Ресловакизация»
17 июня 1946 года в Чехословакии было издано распоряжение СНС о «ресловакизации», поставившее венгерское национальное меньшинство перед выбором: либо, признав себя словаками, получить гражданство, либо покинуть территорию Словакии. Венгры в добровольно-принудительном порядке обращались к властям Чехословакии с просьбой о «ресловакизации», просили считать их словаками, поскольку были лишены политических и гражданских прав. По данным словацкого историка Каталины Вадкерты (1993) к 25 июля было подано 352 038 просьб о «ресловакизации», из них 327 827 просьб в венгерских районах и 24 211 просьб — в словацких. Венгерский историк Карой Серенчес сообщает, что летом 1946 года было подано 410 820 просьб о «ресловакизации», из них 326 679 просьб были удовлетворены, а 84 141 отклонены. Часть венгров затем взяла свои заявления обратно, после восстановления чехословацкого гражданства. Всего до 1948 года было подано 452 089 просьб о «ресловакизации», из которых 326 679 были одобрены. Доля «ресловакизированных» венгров в городах Кошице, Рожнява, Римавска-Собота и Лученец и их областях достигала 90—95 %, в районах Житного острова в среднем составляла 17—19 %. «Ресловакизировано» было около 200 тыс. венгров. В результате этой политики 108 тыс. венгров при переписи 1950 года назвали себя словаками. Согласно переписи 1950 года венгерское население Чехословакии составляло 368 тыс. человек (3,0 % населения). В 1954 году правительство ЧССР положило конец политике «ресловакизации». Бо́льшая часть «ресловакизированных» пожелали восстановить венгерскую национальность. Согласно переписи в 1961 году венгерское население Чехословакии составляло 534 тыс. человек (3,9 % населения).

## Последствия
Согласно антропологическому исследованию Евы Мольнар (Molnár Éva), которая летом 1991 года провела анкетирование и подробные интервью с 10 немецкими и словацкими семьями из разных поколений в венгерском поселении Мезёберень, у немцев и словаков всё ещё живы страхи, возникшие из-за депортаций и насильственных переселений после Второй мировой войны.
Словацкий историк Каталина Вадкерты (Katalin Vadkerty; род. 1928) написала монографию «Венгерский вопрос в Чехословакии 1945—1948 гг.» (Maďarská otázka v Československu. 1945—1948). Труд определен автором как трилогия, состоящая из книг: «Депортация» (Deportálások), «Внутренняя колонизация и обмен населением» (A belső telepítések és a lakosságcsere), «Ресловакизация» (Reszlovakizáció). Они были изданы в Братиславе автором по отдельности на венгерском языке в 1996, 1999 и 1993 годах. В 2002 году монография получила словацкую премию Доминика Татарки.
3 декабря 2012 года Государственное собрание приняло постановление о Дне памяти переселенцев из Словакии. Днём памяти объявлено 12 апреля, день начала переселения венгерского населения из Словакии. 
12 апреля 2014 года, в День памяти переселенцев из Словакии, перед реформатской церковью в венгерском муниципалитете Дунабогдань, куда были переселены 50 семей, открыт мемориал, созданный на пожертвования.